# André Jolles

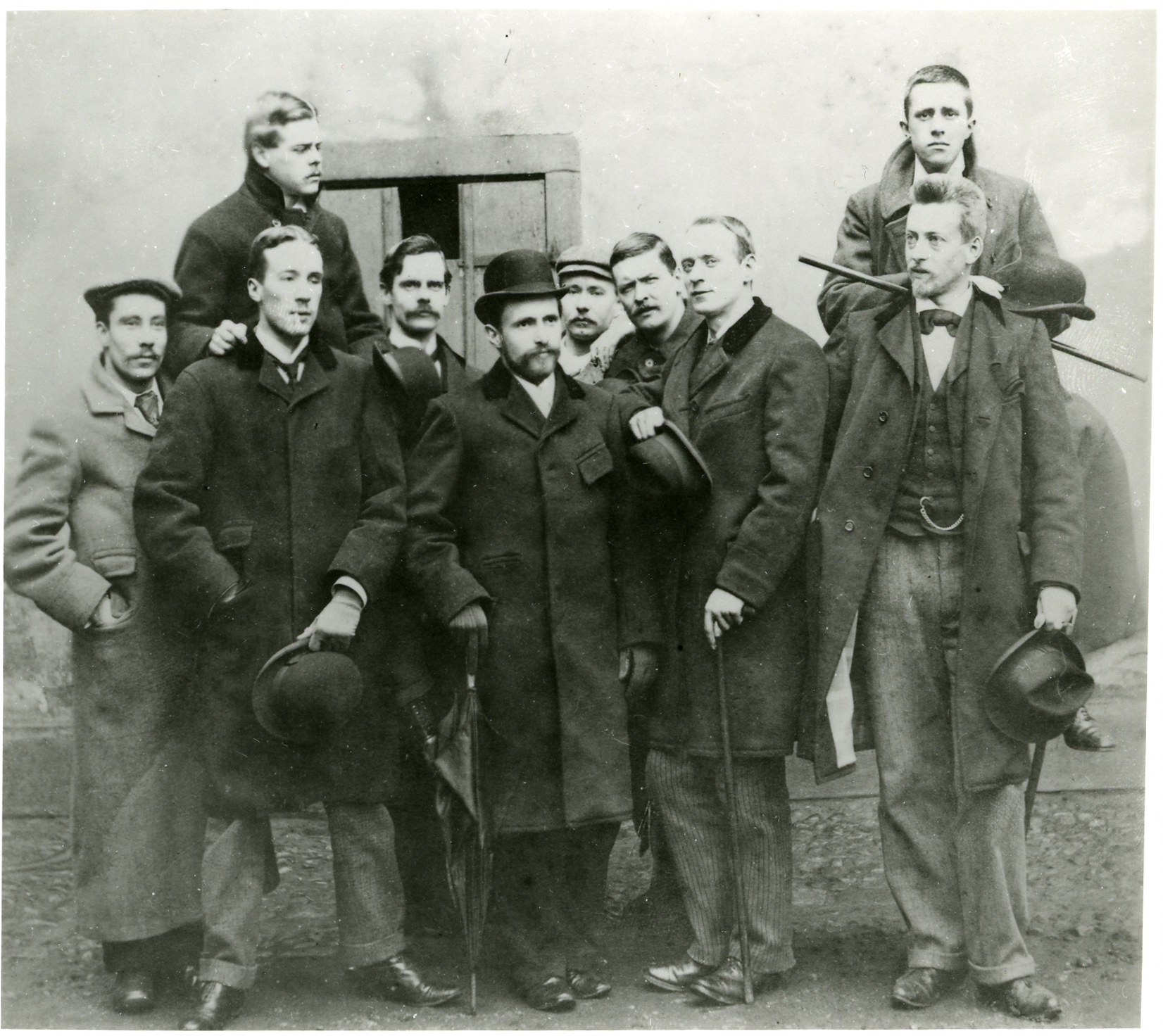
Ganz rechts André Jolles, hinter ihm Johan Huizinga (um 1900)

Johannes Andreas „André“ Jolles (* 7. August 1874 in Den Helder; † 22. Februar 1946 in Leipzig) war ein niederländisch-deutscher Kunsthistoriker, Literatur- und Sprachwissenschaftler. Bekannt ist er heute vor allem durch sein Hauptwerk Einfache Formen.

## Leben

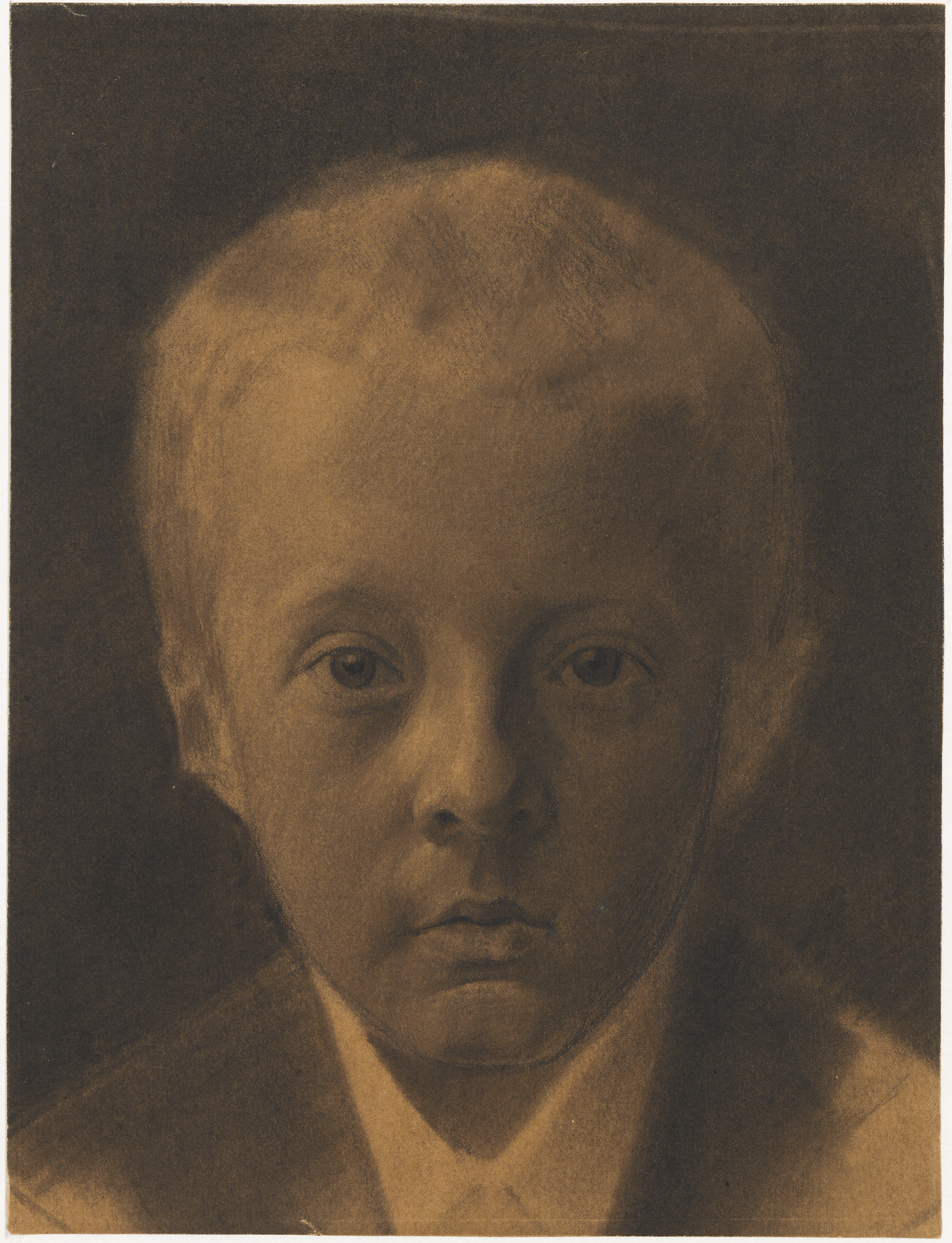
André Jolles
(Jugendporträt von Jan Veth)

Jolles wurde am 7. August 1874 in Den Helder geboren. Sein Vater Hendrik Jolle Jolles starb am 25. Februar 1888 in Neapel, er wuchs als einziges Kind bei seiner Mutter Jacoba Cornelia Singels (1847–1901) in Amsterdam auf.
In den 1890er Jahren wirkte er an verschiedenen Zeitschriften mit, 1893 Van Nu en Straks, 1895 an De Kroniek, 1897/98 als Redakteur für Kunst und Wissenschaft bei De Telegraaf. Zwischenzeitlich studierte er 1893/94 in Paris und Amsterdam und 1899 an der Reichsuniversität Leiden ägyptische und semitische Sprachen.
1896 traf er erstmals Johan Huizinga, der ein langjähriger Freund werden sollte, in Groningen. Auf einer Italienreise mit Huizinga begegnete er 1899 seiner zukünftigen Frau Mathilde Tilli Mönckeberg (1879–1958). Sie heirateten im September 1900, sie hatten sechs Kinder.
Der durch den Tod seiner Mutter im Jahre 1901 vermögend gewordene Jolles begann ein Studium an der Universität Freiburg im Breisgau, wo er am 3. August 1905 mit einer Arbeit über Vitruvs Aesthetik bei Otto Puchstein promoviert wurde. Ab Januar 1907 hielt er seine Habilitationsvorlesung Ueber das erzählende und das beschreibende Element in der bildenden Kunst im Alterthum und Mittelalter in Freiburg, seine Habilitationsschrift Die ägyptisch-mykenischen Prunkgefässe erschien 1908. Daneben schrieb er mit Carl Mönckeberg die Stücke Vielliebchen und Alkestis, die in Hamburg aufgeführt wurden.
1908 siedelte die Familie nach Berlin über, wo er ab 1909 als Privatdozent für ältere Kunstgeschichte an der Friedrich-Wilhelms-Universität lehrte.
Nach Kriegsanfang meldete er sich als Niederländer als Kriegsfreiwilliger für das deutsche Heer. Nach etlichen Ablehnungen akzeptierte ihn ein Artillerieregiment. Jolles ließ sich einbürgern und nahm zunächst als einfacher Soldat schließlich als Leutnant der Landwehr am Ersten Weltkrieg teil. Als Offizier der Besatzungstruppen nahm er 1916 eine Professur für Klassische Archäologie und Kunstgeschichte an der Universität Gent im besetzten Belgien an. Er wurde deshalb 1920 in Gent in Abwesenheit zu 15 Jahren Zwangsarbeit verurteilt. In Gent lebte er bereits mit Margarethe Grittli Boecklen (1895–1967) zusammen. Nach der Scheidung von Mathilde heiraten die beiden im August 1918, sie hatten vier Kinder.
André Jolles wurde außerordentlicher Professor für flämische sowie niederländische Sprache und Literatur, ab 1923 auch für vergleichende Literaturgeschichte an der Universität Leipzig.
1930 erschien sein Hauptwerk Einfache Formen, in dem er eine Typologie mündlicher Erzählformen (Mythe, Sage, Legende, Märchen, Memorabile, Kasus, Rätsel, Spruch, Witz) darlegte. Das Buch ist, wie im Geleitwort festgehalten, aus Vorlesungen Jolles' entstanden, die Elisabeth Kutzer und Otto Görner mitgeschrieben und redaktionell bearbeitet haben. Jolles' weiterführende Überlegungen zu den Kunstformen gediehen nicht so weit, dass er sie publizieren konnte.
Zum 1. Mai 1933 trat er der NSDAP bei (Mitgliedsnummer 2.989.023), wodurch er sich Freunden und seinen Kindern aus der ersten Ehe entfremdete. So war die Tochter Jeltje mit einem jüdischen Ingenieur namens Goldschmidt verheiratet, der Sohn Jan Andries war als Kommunist gezwungen, ins Exil nach Südamerika zu gehen. 1937 trat Jolles dem SD bei. 1941 wurde er emeritiert und arbeitete ab 1942 im Auftrag des SD an einer Studie über die Freimaurerei. Anlässlich seines 70. Geburtstags erhielt er von Hitler 1944 die Goethe-Medaille für Kunst und Wissenschaft.
Auf einem von ihm im Mai 1945 ausgefüllten Fragebogen zu seiner NS-Vergangenheit ist handschriftlich vermerkt: is still a nazi – too old (71 years) to be arrested. André Jolles beging am 22. Februar 1946 Suizid.

## Schriften (Auswahl)
- Vitruvs Aesthetik. Diss. Freiburg i.Br., 1906 (Volltext).
- Die ägyptisch-mykenischen Prunkgefässe. Habilitationsschrift (Freiburg i.Br.). In: Jahrbuch des Kaiserlichen Deutschen Archäologischen Instituts. Band 23, 1908, S. 209–250.
- Von Schiller zur Gemeinschaftsbühne. Leipzig 1919.
- Bezieling en Vorm. Essays over letterkunde. Tjeenk Willink, Haarlem 1923. (Niederländisch)
- Einfache Formen. Legende, Sage, Mythe, Rätsel, Spruch, Kasus, Memorabile, Märchen, Witz. Halle (Saale) 1930 (Forschungsinstitut für Neuere Philologie Leipzig: Neugermanistische Abteilung; 2) Online; Neudruck Darmstadt 1958.
- Die Freimaurerei. Wesen und Brauchtum. Erstes Buch: Die Entstehung der Freimaurerei. Nordland-Verlag, Berlin <nicht erschienen> (Quellen und Darstellungen zur Freimaurerfrage; 5).